# Зайнеб Сгаєр
Зайнеб Сгаєр (араб. زينب الصغير; нар. 25 вересня 2002) — туніська борчиня вільного стилю, чемпіонка та срібна призерка чемпіонатів Африки, учасниця Олімпійських ігор.

## Життєпис
У квітні 2021 року на Всеафриканському олімпійському кваліфікаційному турнірі в Гаммаметі посіла друге місце, здобувши ліцензію на літні Олімпійські ігри в Токіо. На Олімпіаді Сгаєр в першому раунді поступилася представниці США Аделіні Грей (туше). Оскільки американська спортсменка пройшла до фіналу, Зайнеб Сгаєр отримала право взяти учать у втішних сутичках за бронзову нагороду. У першому втішному двобої програла представниці Туреччини Ясемін Адар (туше) та вибула з турніру, посівши у підсумку останнє шістнадцяте місце. Зайнеб Сгаєр виграла срібну медаль у своїй категорії на Чемпіонаті Африки з боротьби 2022 року, що проходив в Ель-Джадіді, Марокко.

## Спортивні результати на міжнародних змаганнях

### Виступи на Олімпіадах
| Змагання                    | Збірна | Вагова категорія          | Місце |
| --------------------------- | ------ | ------------------------- | ----- |
| Літні Олімпійські ігри 2020 | Туніс  | жіноча боротьба, до 76 кг | 16    |

### Виступи на Чемпіонатах Африки
| Змагання                         | Збірна | Вагова категорія          | Місце  |
| -------------------------------- | ------ | ------------------------- | ------ |
| Чемпіонат Африки з боротьби 2020 | Туніс  | жіноча боротьба, до 72 кг | Золото |
| Чемпіонат Африки з боротьби 2022 | Туніс  | жіноча боротьба, до 72 кг | Срібло |

### Виступи на Середземноморських іграх
| Змагання                    | Збірна | Вагова категорія          | Місце |
| --------------------------- | ------ | ------------------------- | ----- |
| Середземноморські ігри 2022 | Туніс  | жіноча боротьба, до 76 кг | 7     |

### Виступи на інших змаганнях
| Змагання                                                       | Збірна | Вагова категорія          | Місце  |
| -------------------------------------------------------------- | ------ | ------------------------- | ------ |
| Олімпійський кваліфікаційний турнір з боротьби 2020 (Хаммамет) | Туніс  | жіноча боротьба, до 76 кг | Срібло |
| Турнір Зухаєр Сгаєр 2022                                       | Туніс  | жіноча боротьба, до 72 кг | Бронза |

### Виступи на змаганнях молодших вікових груп
| Змагання                                                   | Збірна | Вагова категорія          | Місце  |
| ---------------------------------------------------------- | ------ | ------------------------- | ------ |
| Чемпіонат Африки з боротьби серед кадетів 2017             | Туніс  | жіноча боротьба, до 56 кг | Золото |
| Чемпіонат світу з боротьби серед кадетів 2017              | Туніс  | жіноча боротьба, до 65 кг | 23     |
| Чемпіонат Африки з боротьби серед кадетів 2018             | Туніс  | жіноча боротьба, до 65 кг | Бронза |
| Середземноморський чемпіонат з боротьби серед кадетів 2018 | Туніс  | жіноча боротьба, до 65 кг | Золото |
| Юнацькі Африканські ігри 2018                              | Туніс  | жіноча боротьба, до 65 кг | Срібло |
| Літні юнацькі Олімпійські ігри серед кадетів 2018          | Туніс  | жіноча боротьба, до 65 кг | 7      |
| Чемпіонат Африки з боротьби серед кадетів 2019             | Туніс  | жіноча боротьба, до 69 кг | Золото |
| Чемпіонат світу з боротьби серед кадетів 2019              | Туніс  | жіноча боротьба, до 69 кг | 5      |
| Чемпіонат Африки з боротьби серед юніорів 2019             | Туніс  | жіноча боротьба, до 68 кг | Золото |
| Чемпіонат Африки з боротьби серед юніорів 2020             | Туніс  | жіноча боротьба, до 68 кг | Золото |
| Чемпіонат Африки з боротьби серед юніорів 2022             | Туніс  | жіноча боротьба, до 72 кг | Золото |
| Чемпіонат світу з боротьби серед юніорів 2022              | Туніс  | жіноча боротьба, до 72 кг | 5      |
| Чемпіонат світу з боротьби серед молоді 2021               | Туніс  | жіноча боротьба, до 72 кг | 14     |